# Liste des seigneurs de Clisson
Pour les articles homonymes, voir Clisson (homonymie).
La liste des seigneurs de Clisson recense les seigneurs du domaine de Clisson. Lorsque le système féodal s'impose, les terres font d'abord partie du comté d'Herbauges, dans le Poitou. Elles se retrouvent dans les Marches de Bretagne en 851, après le traité d'Angers entre Charles le Chauve et Erispoë, roi de Bretagne. La cité et les terres qui l'entourent se structurent à partir du XIe siècle autour du château de Clisson, siège d'une puissante châtellenie, qui couvrait 23 paroisses, et qui commandait la haute justice de Montbert, les commanderies et prieurés de Clisson, les seigneuries du Pallet, de La Regrippière, etc.
Au fil du temps, plusieurs familles nobles se sont succédé : la famille de Clisson, puis les maisons de Bretagne (branche de Montfort), d'Avaugour et de Rohan.
Les figures les plus notoires des seigneurs de Clisson sont Olivier V de Clisson (1336-1407), connétable de France, et le duc François II de Bretagne, qui naquit au château de Clisson en 1435, et dont a fille Anne devint duchesse de Bretagne et reine de France par ses mariages avec les rois Charles VIII puis Louis XII.
- avant 1060-après 1080 Baudri de Clisson
- avant 1091-après 1112 Gaudin Ier de Clisson
- avant 1125-après 1132 Giraud de Clisson
- ????-???? Gaudin II de Clisson
- avant 1196-après 1204 Gaudin III de Clisson
- probablement 1207-vers 1220 Guillaume de Clisson
- vers 1220-1262 Olivier Ier de Clisson
- 1262-vers 1298 Olivier II de Clisson
- vers 1298-vers 1307 Guillaume II de Clisson
- vers 1307-1320 Olivier III de Clisson
- vers 1320-1343 Olivier IV de Clisson
- 1361-1407 Olivier V de Clisson
- 1407-1420 Marguerite de Clisson
- 1420-1438 Richard d'Étampes
- 1438-1481 François II de Bretagne
- 1481-1510 François Ier d'Avaugour
- 1510-1517 François II d'Avaugour
- 1517-1549 François III d'Avaugour
- 1549-1586 Odet d'Avaugour
- 1586-1608 Charles d'Avaugour
- 1608-1637 Claude Ier d'Avaugour
- 1637-1669 Louis d'Avaugour
- 1669-1699 Claude II d'Avaugour
- 1699-1734 Armand-François d'Avaugour
- 1734-1736 Henri-François d'Avaugour
- 1736-1787 Charles de Rohan-Soubise
- 1787-1807 Victoire de Rohan-Soubise
- 1807-1809 Henri Louis Marie de Rohan-Guémené

## Maison de Clisson
|  | Armes de la maison de Clisson, devenues blason de la commune de Clisson De gueules au lion d'argent, armé, lampassé et couronné d'or |

Les détenteurs du fief de Clisson apparaissent dès le XIe siècle, mais sans qu'on puisse en former une généalogie certaine pour les premiers d'entre eux. La seigneurie n'est acquise qu'avec Gaudin III (cinquième de la liste ci-dessous).

### Baudri de Clisson
Attesté entre 1061 et 1080, Baudri de Clisson (« Baldri de Clizun ») ne porte pas le titre de seigneur de Clisson.

### GaudinIerde Clisson
Attesté entre 1091 et 1112, Gaudin Ier de Clisson (« Gualdinus de Clizon ») (????-1112), ne porte pas le titre de seigneur de Clisson. Il est peut-être fils du précédent.

### Giraud de Clisson
Attesté entre 1125 et 1132, Giraud de Clisson (???? – après 1132) ne porte pas le titre de seigneur de Clisson. Il est peut-être fils du précédent.

### GaudinIIde Clisson
Le nom Gaudin II de Clisson, qui ne porte pas le titre de seigneur de Clisson, est mentionné sans précision de date.  Peut-être fils du précédent, on sait juste qu'il est le père du suivant.
```
Gaudin 
II
 de Clisson
 (????)
x Eustachie de 
Chéméré

│
├──> 
Gaudin 
III
 de Clisson (????-
1204
), seigneur de Clisson, 
qui suit

│
└──> Guy de Clisson
```

### GaudinIIIde Clisson
Attesté vers 1180-1204, Gaudin III de Clisson (????-1204), est le premier seigneur de Clisson, il est le père de Guillaume et Gaudin.
```
Gaudin 
III
 de Clisson
 (????-
1204
)
x ?
│
├──> 
Guillaume de Clisson
 « le Jeune » (vers 
1175
 – avant 
1225
), 
qui suit

│
└──> Gaudin de Clisson (attesté en 1214)
```

### Guillaume de Clisson
Guillaume de Clisson « le Jeune » (vers 1175 – avant 1225), seigneur de Clisson, fils du précédent. On lui a longtemps attribué la fondation du château de Clisson. Il est certain qu'une fortification existait avant lui, mais peut-être que les premiers éléments en pierre qui sont encore visibles dans certaines parties du château datent de son époque.
```
Guillaume de Clisson
 « le Jeune » (vers 
1175
 – avant 
1225
)
x Constance du Pont dite « Constance de 
Pontchâteau
 » (vers 
1190
-
1244
)
[
2
]

│
├──> 
Olivier 
I
er
 de Clisson
 « le Vieil » (vers 
1205
-
1262
), 
qui suit

│
└──> Guillaume de Clisson (attesté en 1220)
```

### OlivierIerde Clisson
Olivier Ier de Clisson « le Vieil » (vers 1205-1262), est seigneur de Clisson avant 1225 et jusqu'à sa mort, également seigneur de Blain. Il hérite du château de Blain, selon l'usage du temps et par le second mariage en 1225 de sa mère Constance de Pontchâteau avec le seigneur Hervé Ier de Blain (vers 1195-1236).
```
Olivier 
I
er
 de Clisson
 « le Vieil » (vers 
1205
-
1262
)
x Plaisou de 
La Roche-Derrien
 (vers 
1202
 – après 
1269
), dame de La Roche-Derrien
[
3
]

│
├──> Jeanne de Clisson (vers 1225-1269)
│    x Geoffroy de 
Beaumanoir
 (???? – après 
1245
)
│    x Bertrand 
Gouyon
 (???? – après 
1337
)
│
└──> 
Olivier 
II
 de Clisson
 « le Jeune » (vers 
1236
 – vers 
1307
), 
qui suit
```

### OlivierIIde Clisson
Olivier II de Clisson « le Jeune » (vers 1236 – vers 1298), est seigneur de Clisson avant 1262 et jusqu'à sa mort, également seigneur de Blain et co-seigneur de Pontchâteau.
```
Olivier 
II
 de Clisson
 « le Jeune » (vers 
1236
 – vers 
1298
)
x Aliénor (fille de Guillaume des Roches ?)
│
└──> Guillaume de Clisson (né vers 
1255
 - mort avant son père)
     x Jeanne Marie Bertrand de 
Bricquebec
, dame du 
Thuit
[
4
]

     │
     ├──> 
Guillaume 
II
 de Clisson
 (né avant 
1264
 - mort vers 
1307
), 
seigneur de Clisson

     │
     ├──> Catherine de Clisson 
sans postérité

     │    x Geoffroy de Rohan
     │
     └──> 
Olivier 
III
 de Clisson
 (vers 
1264
-
1320
), 
seigneur de Clisson
```

### GuillaumeIIde Clisson
Guillaume II de Clisson (né avant 1264 - mort vers 1307), qui succède à son grand-père, est seigneur de Clisson vers 1298 et jusqu'à sa mort. Il épouse la fille du seigneur de La Roche-Bernard. On ne lui connaît pas de postérité.

### OlivierIIIde Clisson
Olivier III de Clisson (vers 1264-1320), seigneur de Clisson vers 1307 et jusqu'à sa mort, également seigneur de Blain et du Thuit, baron de Pontchâteau. 
```
Olivier 
III
 de Clisson
 (vers 
1264
-
1320
)
x (
1299
) Isabeau de 
Craon
 (
1278
-
1350
)
[
5
]

│
├──> 
Olivier 
IV
 de Clisson
 (vers 
1300
 - 
1343
), 
seigneur de Clisson

│
├──> 
Amaury 
I
er
 de Clisson (????-
20 juin 1347

│       à la 
bataille de La Roche-Derrien
), seigneur de La Blandinaye
│    x Isabeau de Remefort, dame de 
Remefort
 et de 
Mortiercrolles

│    │
│    ├──> 
Amaury 
II
 de Clisson, seigneur de Remefort mort en 
1412
.
│    │
│    └──> Isabeau de Clisson
│         x (
1351
) Renaud d'
Ancenis
, seigneur de Soubs
│
├──> Gauthier de Clisson (????-
1342
), 
gouverneur
 de 
Brest

│
└──> Mahaut de Clisson
     x Guy de Bauçay, seigneur de Chenecé
     x 
Savary 
III
 de 
Vivonne
, seigneur de Thors
```

### OlivierIVde Clisson
Olivier IV de Clisson (vers 1300 - décapité le 9 août 1343 à Paris), seigneur de Clisson de 1320 à sa mort, également seigneur de Blain, baron de Pontchâteau, fils du précédent.
```
Olivier 
IV
 de Clisson
 (vers 
1300
 - 
1343
)
x (
1320
) 
Blanche de Bouville
[
6
]

│
├──> Jean de Clisson (avant 
1328
-????), seigneur de Milly
│    │
│    └──> 
Sans postérité

│
x (
1328
) 
Jeanne de Belleville
 (vers 
1300
-
1359

│
├──> Maurice de Clisson
│
├──> Guillaume de Clisson
│
├──> 
Olivier 
V
 de Clisson
 (
1336
-
1407
), 
qui suit

│
├──> Isabeau de 
Clisson
 (????-05/04/
1343
)
│    x 
Jean 
I
er
 de 
Maison de Rieux
 (
1304
-
1357
), 
seigneur de Rieux
[
7
]

│
└──> Jeanne de Clisson, dame de 
Belleville

     x 
Jean 
I
er
 Harpedane, seigneur de 
Montendre
 et de Belleville
[
8
]
```

### OlivierVde Clisson
| Blason d'Olivier V de Clisson | Armes d'Olivier V de Clisson De gueules au lion d'argent, armé, lampassé et couronné d'or |

Olivier V de Clisson (1336 au château de Clisson - 1407 au château de Josselin), dit « le Connétable », « le Boucher », « l'Éborgné d'Auray », seigneur de Clisson de 1361 à sa mort, également seigneur de Blain, baron de Pontchâteau, vicomte de Porhoët (par apanage reçu du roi de France), seigneur de Josselin, de Belleville, de Montaigu, de La Garnache, d'Yerrick et de Beauvoir, connétable de France (1380), fils du précédent.

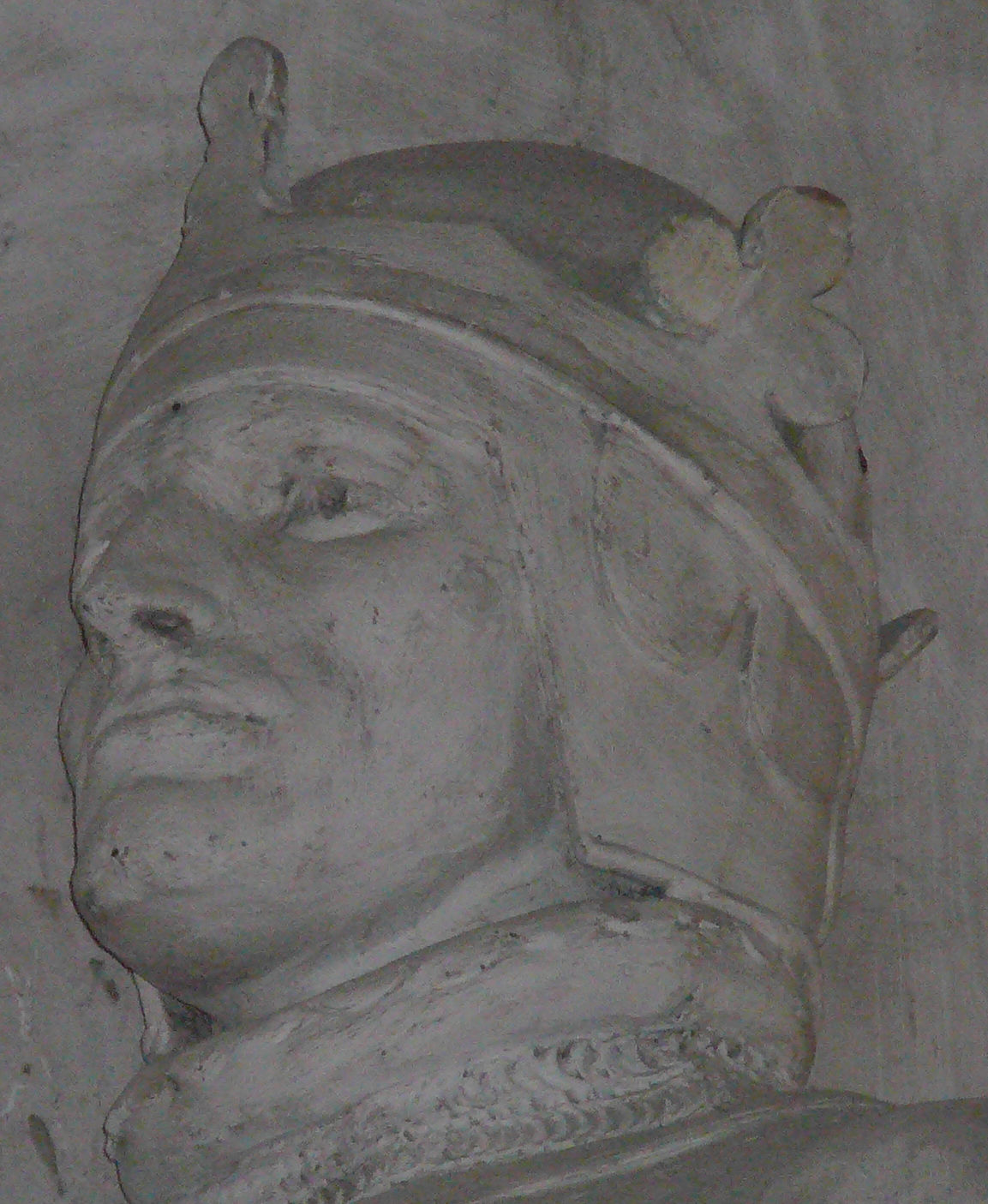
Olivier V de Clisson (1336-1407)

Son père ayant été déchu de ses droits avant son exécution en 1343, Olivier V ne prend « officiellement » son titre de Clisson qu'en 1361.
```
Olivier 
V
 de Clisson
 (
1336
-
1407
)
x (12/02/
1361
) 
Catherine de Montmorency-Laval
, dame de 
Villemomble

│
├──> 
Marguerite de Clisson
, dite « Margot » (
1366
-
1441
), 
dame de Clisson

│
├──> Béatrix de 
Clisson
 (????-
1448
), 
vicomtesse de Porhoët
,
│      
dame de Blain
, baronne de 
Pontchâteau

│    x (
1407
) 
Alain 
VIII
 de Rohan
 (????-
1429
)
│
x (vers 
1378
) 
Marguerite de Rohan
[
9
]
```

### Marguerite de Clisson
- 1407-1420 : Marguerite de Clisson « l'Intrépide » (1366-1441), dite « Margot », dame de Clisson, Châteauceaux, Montfaucon et Palluau, fille du précédent.

```
 
Marguerite de Clisson
 « l'Intrépide » (
1366
-
1441
)
x (20/01/
1387
 à Clisson) 
Jean 
I
er
 de Châtillon
 (????-
1404
), 
comte de Penthièvre
[
10
]

│
└──> Olivier de Châtillon (????-
1434
), comte de Penthièvre
     x Jeanne de Lalaing (????-
1467
)
```

## Maison capétienne de DreuxdeBretagne(branche deMontfort)
| Armoiries de la maison capétienne de Dreux de Bretagne | Armoiries de la maison de Dreux de Bretagne : « Échiqueté d'or et d'azur au franc-quartier d'hermine et à la bordure de gueules ». |

En mai 1420, l'ambitieuse Marguerite de Clisson tendit un piège au duc Jean V de Bretagne (1389-1422) et à son frère Richard, comte d'Étampes (1395-1438), et les fit prisonnier au château de Clisson. Mais elle fut bientôt obligée, par un soulèvement général du duché, de rendre la liberté à son suzerain. À la suite de cet attentat, les biens de Marguerite furent confisqués, et Jean V de Bretagne donna Clisson en apanage à son frère Richard d'Étampes.
Richard d'Étampes fit de Clisson sa résidence ordinaire, et y mourut le 11 juin 1438. La châtellenie de Clisson fut ensuite laissée en douaire à sa veuve Marguerite de Valois-Orléans (1406-1466).
Leur fils, le duc François II de Bretagne (1435-1488), vint souvent habiter le château de Clisson, où il est né ; c'est d'ailleurs en la chapelle de la forteresse qu'il épousa, le 27 juin 1472, Marguerite de Foix, dont il eut Anne de Bretagne. Il y séjourna également avec sa maîtresse Antoinette de Magnelais.

### Richard d'Étampes

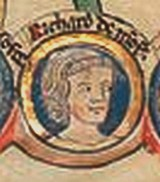
Richard de Montfort dit « Richard d'Étampes » (1395-1438).

Armes de Richard d'Étampes : « D'hermine à la bordure engrelée de gueules ».

- 1420-1438 : Richard de Montfort dit « Richard d'Étampes » (1395-02/06/1438 à Clisson), seigneur de Clisson par apanage, comte d'Étampes, de Vertus, de Benon et de Mantes, de Palluau, des Essarts et de Houdan, pair de France,.

```
Richard de Montfort dit « 
Richard d'Étampes
 » (
1395
-
1438
),

seigneur de Clisson par 
apanage
, 
comte d'Étampes
, de 
Vertus
, de 
Benon
 et de 
Mantes
,
seigneur de 
Palluau
, des 
Essarts
 et de 
Houdan
, 
pair de France

x (
1423
) Marguerite de Valois-Orléans (
1406
-
1466
), 
comtesse de Vertus
[
11
]

│
├──> Marie de Montfort (
1424
-
1477
)
│
├──> Isabelle de Montfort (
1426
-
1438
)
│
├──> Catherine de Montfort (
1428
-
1476
)
│    x (
1438
) Guillaume d'Orange (????-
1475
)
│    │
│    └──> 
Jean 
II
 d'Orange (????-25/04/
1502
), prince d'Orange
│         x (21/10/
1467
) Jeanne de Bourbon (
1442
-
1493
)
[
12
]

│
├──> François de Montfort dit « 
François 
II
 de Bretagne
 » (
1435
 - 
1488
),
│    
duc de Bretagne
, 
comte d'Étampes
, de 
Richemont
, de 
Montfort
 et de 
Vertus
,
│    
seigneur de Clisson
, 
pair de France
, 
qui suit

│
└──> Madeleine de Montfort (????-
1462
)
```

### FrançoisIIde Bretagne

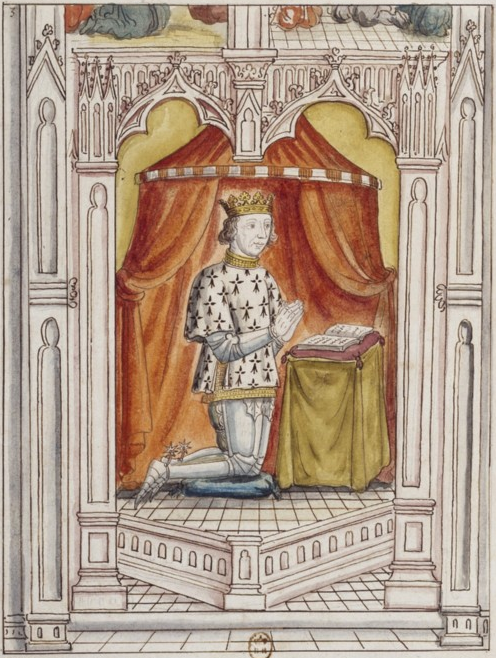
François de Montfort dit « François II de Bretagne » (1435-1488).

Armes de François II de Bretagne : « D'hermine au lambel d'azur chargé d'une fleur de lys d'or et surchargé d'un lambel d'argent ».

- 1438-1481 : François de Montfort dit « François II de Bretagne » (1435 à Clisson - 1488 à Couëron), duc de Bretagne, comte d'Étampes, de Richemont, de Montfort et de Vertus, seigneur de Clisson, pair de France, fils du précédent.

```
François de Montfort dit « 
François 
II
 de Bretagne
 » (
1435
 - 
1488
),

duc de Bretagne
, 
comte d'Étampes
, de 
Richemont
,
de 
Montfort
 et de 
Vertus
, 
seigneur de Clisson
, 
pair de France
, 
fils du précédent

x (
1455
 à 
Vannes
) Marguerite de Montfort dite « Marguerite de 
Bretagne
 » (
1443
-
1469
)
[
13
]

│
├──> Jean de Montfort (
1463
-
1463
), 
comte de Montfort

│
x (maîtresse) 
Antoinette de Magnelais
 (
1420
-
1474
)
│
├──> François de Montfort dit « 
François 
I
er
 d'Avaugour
 » (
1462
-
1510
),
│ 
comte de Vertus
 et de 
Goëllo
,
│ 
baron d'Avaugour
, 
seigneur de Clisson
, 
qui suit

│
├──> Antoine de Montfort (
1463
-????), seigneur de Châteaufremont et de 
Hédé

│
├──> Françoise de Montfort
│   
x (
1472
 à la chapelle du 
château de Clisson
) 
Marguerite de Foix
 (
1449
-
1486
),
dite « Marguerite de Navarre » « sein de lait
[
14
]
 »
│
├──> Anne de Montfort dite « 
Anne de Bretagne
 » (
1477
 - 
1514
),
│   
duchesse de Bretagne
, 
comtesse de Montfort
 et d'Étampes, reine des Romains,
│    archiduchesse d'
Autriche
, reine de Sicile et de Jérusalem, duchesse de 
Milan

│    x (
1490
) Maximilien de Habsbourg dit « 
Maximilien 
I
er
 d'Autriche
 » (
1459
-
1519
),
│                 empereur germanique, empereur d'
Autriche
[
15
]

│    x (
1491
) Charles de Valois dit « 
Charles 
VIII
 de France
 » (
1470
 - 
1498
),
│                 roi de 
France
[
16
]

│    x (
1499
) Louis de Valois-Orléans dit « 
Louis 
XII
 de France
 » (
1462
 - 
1515
),
│                 roi de 
France
[
17
]

│
└──> Isabeau de Montfort (
1478
-
1490
)
```

## Seconde maison d'Avaugour

### FrançoisIerd'Avaugour

Armes de François Ier d'Avaugour : « Écartelé : au premier et au quatrième : d'hermine ; au deuxième et au troisième : contre-écartelés : au premier et au quatrième du contre-écartelé : d'azur aux trois fleurs de lys d'or au lambel d'argent ; au deuxième et au troisième du contre-écartelé : d'argent à la guivre d'azur couronnée d'or hissante de carnation ; sur le tout, d'argent au chef de gueules ».

François de Montfort dit « François Ier d'Avaugour » (1462-1510), seigneur de Clisson de 1481 à 1510, également seigneur de comte de Vertus et de Goëllo, baron d'Avaugour, fils du précédent.
```
François de Montfort
 dit « 
François 
I
er
 d'Avaugour
 » (
1462
-
1510
), 
comte de Vertus
 et de 
Goëllo
, 
baron d'Avaugour
, 
seigneur de Clisson'
, 
fils du précédent

x (
1492
) Madeleine de Brosse (????-
1512
)
[
18
]

│
├──> 
François 
II
 d'Avaugour
 (
1493
-
1517
), 
comte de Vertus
 et de 
Goëllo
, 
baron d'Avaugour
, 
seigneur de Clisson
, 
qui suit

│
├──> 
inconnu
 d'Avaugour
│
└──> Anne d'Avaugour
```

### FrançoisIId'Avaugour
François II d'Avaugour (1493-1517), seigneur de Clisson de 1510 à 1517, également comte de Vertus et de Goëllo, baron d'Avaugour, fils du précédent.
```
François 
II
 d'Avaugour
 (
1493
-
1517
), 
comte de Vertus
 et de 
Goëllo
, 
baron d'Avaugour
, seigneur de 
Clisson
, 
fils du précédent

x Madeleine d'Astarac
[
19
]

│
├──> 
François 
III
 d'Avaugour
 (????-14/07/
1549
), 
comte de Vertus
 et de 
Goëllo
, 
baron d'Avaugour
, 
seigneur de Clisson
, 
qui suit

│
├──> Odet d'Avaugour (????-
1598
), 
évêque de Saintes
 de 
1544
 à 
1548
, puis 
comte de Vertus
 et de 
Goëllo
, 
vicomte
 de 
Saint-Nazaire
, 
baron d'Avaugour
 et d'
Ingrandes
, 
seigneur de Clisson
, de 
Châteauceaux
 et de 
Montfaucon
, 
qui suit

│
├──> François d'Avaugour, abbé de Cadossin
│
├──> Louise d'Avaugour
│    x (10/05/
1542
) 
Guy 
I
er
 de 
Castelnau
 (????-
1544
), baron de 
Castelnau

│
└──> Madeleine d'Avaugour
     x Paul de 
Lescun
 (????-
1562
), baron de 
Lescun
, seigneur d'
Andoins
```

### FrançoisIIId'Avaugour
François III d'Avaugour (????-14/07/1549), seigneur de Clisson de 1517 à 1549, également comte de Vertus et de Goëllo, baron d'Avaugour, fils du précédent.
```
François
 
III
 
d'Avaugour
 (????-14/07/
1549
), 
comte de Vertus
 et de 
Goëllo
, 
baron d'Avaugour
, 
seigneur de Clisson
, 
fils du précédent

x (
1537
) Charlotte de Pisseleu (????-
1604
)
[
20
]

│
└──> 
Sans postérité
```

### Odet d'Avaugour
Odet d'Avaugour (????-1598), seigneur de Clisson de 1549 à 1586 : évêque de Saintes de 1544 à 1548, puis comte de Vertus et de Goëllo, vicomte de Saint-Nazaire, baron d'Avaugour et d'Ingrandes, seigneur de Châteauceaux et de Montfaucon, frère du précédent.
```
Odet d'Avaugour
 (????-
1598
), 
évêque de Saintes
 de 
1544
 à 
1548
, puis 
comte de Vertus
 et de 
Goëllo
, 
vicomte
 de 
Saint-Nazaire
, 
baron d'Avaugour
 et d'
Ingrandes
, 
seigneur de Clisson
, de 
Châteauceaux
 et de 
Montfaucon
, 
frère du précédent

x Renée de 
Coesmes
[
21
]

│
├──> Charles d'Avaugour (????-
1608
), 
comte de Vertus
 et de 
Goëllo
, 
vicomte
 de 
Saint-Nazaire
, 
baron d'Avaugour
 et d'
Ingrandes
, 
seigneur de Clisson
, de 
Châteauceaux
 et de 
Montfaucon
, 
qui suit

│
├──> François d'Avaugour (???? - tué en 
1587
 à 
Coutras
), 
comte de Goëllo

│
├──> Renée d'Avaugour
│    x (juin 
1577
) François Le Roy, seigneur de Chavigny, comte de 
Clinchamp
 (vers 1519-1606)
[
22
]

│
└──> Françoise (ou Marguerite) d'Avaugour
     x 
Gabriel 
I
er
 
de Goulaine
 (????-janvier 
1608
), seigneur de Goulaine
```

### Charles d'Avaugour
Charles d'Avaugour (????-1608), seigneur de Clisson de 1586 à 1608, comte de Vertus et de Goëllo, vicomte de Saint-Nazaire, baron d'Avaugour et d'Ingrandes, seigneur de Châteauceaux et de Montfaucon, fils du précédent.
```
Charles d'Avaugour
 (????-
1608
), 
comte de Vertus
 et de 
Goëllo
, 
vicomte
 de 
Saint-Nazaire
, 
baron d'Avaugour
 et d'
Ingrandes
, 
seigneur de Clisson
, de 
Châteauceaux
 et de 
Montfaucon
, 
fils du précédent

x Philippe de Saint-Amadour, vicomtesse de Guiguen, dame de 
Thouaré
 et de La Touche-
Limouzinière
[
23
]

│
├──> 
Claude 
I
er
 d'Avaugour
 (
1581
 au château de 
Thouaré
 - 06/08/
1637
 à 
Paris
), 
comte de Vertus
 et de 
Goëllo
, 
vicomte
 de 
Saint-Nazaire
, 
baron d'Avaugour
 et d'
Ingrandes
, 
seigneur de Clisson
, de 
Châteauceaux
 et de 
Montfaucon
, 
qui suit

│
└──> Antoinette d'Avaugour (????-
1681
), vicomtesse de Guiguen
     x 
Pierre de Rohan-Guémené
(
1567
-
1622
), 
duc de Montbazon
, baron de 
Mortiercrolles
[
24
]

     x (
1624
) 
René du Bellay
 (????-26/11/
1627
), prince d'
Yvetot

     x Pierre d'Escoubleau, marquis de Sourdis
```

### ClaudeIerd'Avaugour
Claude Ier d'Avaugour (1581 au château de Thouaré - 06/08/1637 à Paris), seigneur de Clisson de 1608 à 1637, comte de Vertus et de Goëllo, vicomte de Saint-Nazaire, baron d'Avaugour et d'Ingrandes, seigneur de Châteauceaux et de Montfaucon, fils du précédent.
```
Claude 
I
er
 d'Avaugour
 (
1581
 au château de 
Thouaré
 - 06/08/
1637
 à 
Paris
), 
comte de Vertus
 et de 
Goëllo
, 
vicomte
 de 
Saint-Nazaire
, 
baron d'Avaugour
 et d'
Ingrandes
, 
seigneur de Clisson
, de 
Châteauceaux
 et de 
Montfaucon
, 
fils du précédent

x (
1609
) 
Catherine Fouquet de La Varenne
 (
1590
-10/05/
1670
)
[
25
]

│
├──> 
Louis d'Avaugour
 (????-02/10/
1669
), 
comte de Vertus
 et de 
Goëllo
, 
vicomte
 de 
Saint-Nazaire
, 
baron d'Avaugour
 et d'
Ingrandes
, 
seigneur de Clisson
, de 
Châteauceaux
 et de 
Montfaucon
, 
qui suit

│
├──> 
Marie d'Avaugour
 (
1610
-28/04/
1657
)
│    x (05/03/
1628
) 
Hercule de Rohan-Guémené
 (27/10/
1568
-16/10/
1654
), 
prince de Guémené
, 
duc de Montbazon
, comte de 
Rochefort-en-Yvelines
, 
pair de France
[
26
]

│    │
│    ├──> François de 
Rohan
-Guémené dit « François de 
Rohan
-
Soubise
 » (
1630
-
1712
), prince de 
Soubise

│    │    x Catherine de Lyonne (????-
1660
)
│    │    x (17/04/
1663
) Anne Julie de 
Rohan
-
Chabot
 (
1648
-04/02/
1709
)
[
27
]

│    │    │
│    │    ├──> Anne Marguerite de 
Rohan
-
Soubise
 (
1664
-
1721
)
│    │    │
│    │    ├──> Louis de 
Rohan
-
Soubise
 (
1666
-
1689
)
│    │    │
│    │    ├──> Constance de 
Rohan
-
Soubise
 (
1667
-????)
│    │    │    x (
1683
) José Rodrigo de Camara (????-
1724
), comte de Ribeyra-Grande
│    │    │
│    │    ├──> 
Hercule Mériadec de Rohan-Soubise
 (
1669
-
1749
)
│    │    │    x (
1694
) 
Anne Geneviève de Lévis-Ventadour
 (
1673
-
1727
)
│    │    │    │
│    │    │    ├──> Charlotte de 
Rohan
-
Soubise
 (
1696
-
1733
)
│    │    │    │
│    │    │    ├──> 
Jules François Louis de Rohan
-
Soubise
 (
1697
-
1724
)
│    │    │    │    x (
1714
) 
Anne-Julie-Adélaïde de Melun
 (
1698
-
1724
)
│    │    │    │    │
│    │    │    │    ├──> 
Charles de Rohan-Soubise
 (16/07/
1715
-01/07/
1787
), 
duc de Rohan
, prince de 
Soubise
, 
comte de Goëllo
, 
maréchal de France
 en 
1758
, 
seigneur de Clisson
 et de 
Roberval
, ministre de 
Louis 
XV
 et 
Louis 
XVI
, 
qui suit

│    │    │    │    │
│    │    │    │    ├──> François-Armand de 
Rohan
-
Soubise
 (
1717
-
1756
), évêque de 
Strasbourg
, cardinal, membres de l'Académie Française
│    │    │    │    │
│    │    │    │    ├──> Marie Louise de 
Rohan
-
Soubise
 (
1720
-
1803
)
│    │    │    │    │    x (
1736
) Gaston de Lorraine (
1721
-
1743
)
│    │    │    │    │
│    │    │    │    └──> René de 
Rohan
-
Soubise
 (
1723
-
1743
)
│    │    │    │
│    │    │    ├──> Louise Françoise de 
Rohan
-
Soubise
 (
1699
-
1755
)
│    │    │    │    x (
1717
) Guy de Rethel-Mazarin (????-
1738
), duc de Rethel-Mazarin
│    │    │    │
│    │    │    ├──> Marie Isabelle de 
Rohan
-
Soubise
 (
1699
-
1754
)
│    │    │    │    x (
1713
) Joseph de La Baume (????-
1755
)
│    │    │    │
│    │    │    ├──> Louise Gabrielle de 
Rohan
-
Soubise
 (
1704
-????)
│    │    │    │    x (
1718
) Hercule Mériadec de 
Rohan
-Guémené (
1688
-
1757
)
[
28
]

│    │    │    │    │
│    │    │    │    ├──> Charlotte Louise de 
Rohan
-Guémené (
1722
-
1786
)
│    │    │    │    │    x (
1737
) Vittorio Amedèo Ferrero Fieschi (????-
1777
), 
prince de Masserano

│    │    │    │    │
│    │    │    │    ├──> Geneviève de 
Rohan
-Guémené (
1724
-
1753
)
│    │    │    │    │
│    │    │    │    ├──> Jules Hercule Mériadec de 
Rohan
-Guémené (
1726
-
1800
)
│    │    │    │    │    x (
1743
) Marie Louise de La Tour d'Auvergne (
1725
-
1793
)
│    │    │    │    │    │
│    │    │    │    │    └──> 
Henri Louis Marie de Rohan-Guémené
 (30/08/
1745
 à 
Paris
 - 24/04/
1809
 à 
Prague
), prince de 
Rohan
-Guémené, 
duc de Montbazon
, 
dernier seigneur de Clisson
 (du chef de sa femme), 
qui suit

│    │    │    │    │
│    │    │    │    ├──> Marie Louise de 
Rohan
-Guémené (
1728
-
1737
)
│    │    │    │    │
│    │    │    │    ├──> Louis Armand de 
Rohan
-Guémené (
1731
-
1794
)
│    │    │    │    │    x (
1771
) Louise Rosalie Le Tonnelier de Breteuil (????-
1792
)
│    │    │    │    │
│    │    │    │    ├──> Louis-RenéÉdouard de 
Rohan
-Guémené (
1734
 à 
Paris
 - février 
1803
), prince de 
Rohan
, cardinal-archevêque de 
Strasbourg
, membre de l'Académie Française, grand aumônier du roi et proviseur de la Sorbonne
│    │    │    │    │
│    │    │    │    └──> Ferdinand Maximilien Mériadec de 
Rohan
-Guémené (
1738
-
1813
), prince de 
Rohan
-Guéméné, archevêque de 
Bordeaux
, prince-archevêque de 
Cambrai
 et de 
Liège
, premier aumônier de l'impératrice 
Joséphine de Beauharnais

│    │    │    │
│    │    │    x (
1732
) Marie Sophie de Courcillon (
1713
-
1756
)
│    │    │
│    │    ├──> Alexandre Mériadec de 
Rohan
-
Soubise
 (
1670
-
1687
)
│    │    │
│    │    ├──> Henri de 
Rohan
-
Soubise
 (
1672
-
1693
)
│    │    │
│    │    ├──> Armand-Gaston Maximilien de 
Rohan
-
Soubise
 (
1674
 à 
Paris
 - 
1749
 à 
Paris
), prince de 
Rohan
, cardinal de 
Rohan
-
Soubise
, évêque de 
Strasbourg
, membre de l'Académie Française
[
29
]
.
│    │    │
│    │    ├──> Émilie de 
Rohan
-
Soubise
 (
1678
-????)
│    │    │    x (
1694
) Alfonso Francisco de Vasconcelos (????-
1732
), comte de Calhete
│    │    │
│    │    ├──> Éléonore de 
Rohan
-
Soubise
 (
1679
-
1753
)
│    │    │
│    │    └──> Maximilien de 
Rohan
-
Soubise
 (
1680
-
1706
)
│    │
│    ├──> Anne de 
Rohan
-Guémené (
1640
-
1684
)
│    │    x (
1661
) Louis Charles d'Albert (????-
1690
), duc de Luynes
│    │
│    └──> Marie Éléonore de 
Rohan
-Guémené (????-
1681
)
│
├──> 
inconnue
 d'Avaugour
│
├──> Catherine-Françoise d'Avaugour (
1617
-21/11/
1692
), demoiselle de 
Vertus
, religieuse
│
├──> Constance d'Avaugour (
1617
-19/12/
1695
), demoiselle de Clisson, religieuse
│
├──> Françoise-Philippe d'Avaugour, 
abbesse
 de Nidoiseau
│
├──> Marguerite-Angélique d'Avaugour (
1622
-août 
1694
), demoiselle de 
Châteauceaux

│
├──> Madeleine d'Avaugour, religieuse
│
├──> Anne d'Avaugour (????-10/02/
1707
), demoiselle de 
Goëllo

│
├──> Marie-Claire d'Avaugour (
1628
-31/03/
1711
), 
abbesse
 de 
Malnoue
 de 
1681
 à 
1711

│
├──> 
Claude 
II
 d'Avaugour
 (
1629
-07/03/
1699
), 
comte de Vertus
 et de 
Goëllo
, 
vicomte
 de 
Saint-Nazaire
, 
baron d'Avaugour
 et d'
Ingrandes
, 
seigneur de Clisson
, de 
Châteauceaux
 et de 
Montfaucon
, 
qui suit

│
└──> 
inconnu
 d'Avaugour
```

### Louis d'Avaugour
Louis d'Avaugour (????-02/10/1669), seigneur de Clisson de 1637 à 1669, comte de Vertus et de Goëllo, vicomte de Saint-Nazaire, baron d'Avaugour et d'Ingrandes, seigneur de Châteauceaux et de Montfaucon, fils du précédent.
```
Louis d'Avaugour
 (????-02/10/
1669
), 
comte de Vertus
 et de 
Goëllo
, 
vicomte
 de 
Saint-Nazaire
, 
baron d'Avaugour
 et d'
Ingrandes
, 
seigneur de Clisson
, de 
Châteauceaux
 et de 
Montfaucon
, 
fils du précédent

x (
1642
) Françoise de Daillon (????-juillet 
1644
)
[
30
]

│
├──> 
Sans postérité

│
x (
1647
) Françoise (ou Louise) de Balzac (????-02/
1682
)
[
31
]

│
└──> 
Sans postérité
```

### ClaudeIId'Avaugour
Claude II d'Avaugour (1629-07/03/1699), seigneur de Clisson de 1669 à 1699, comte de Vertus et de Goëllo, vicomte de Saint-Nazaire, baron d'Avaugour et d'Ingrandes, seigneur de Clisson, de Châteauceaux et de Montfaucon, frère du précédent.
```
Claude 
II
 d'Avaugour
 (
1629
-07/03/
1699
), 
comte de Vertus
 et de 
Goëllo
, 
vicomte
 de 
Saint-Nazaire
, 
baron d'Avaugour
 et d'
Ingrandes
, seigneur de 
Clisson
, de 
Châteauceaux
 et de 
Montfaucon
, 
frère du précédent

x (13/04/
1673
) Anne (ou Judith) Le Lièvre (????-22/12/
1690
)
[
32
]

│
├──> 
inconnue
 d'Avaugour (06/06/
1674
-
1674
)
│
├──> Anne-Agathe d'Avaugour (05/04/
1676
-12/01/
1720
), demoiselle d'Avaugour
│
├──> Marie-Claire d'Avaugour
│    x (09/08/
1694
) Gonzalez Carvailio Patalin
│    x (17/11/
1704
) 
Charles Roger
 (
1671
-
1730
), 
prince de Courtenay
, seigneur de Chevillon
│
├──> Angélique d'Avaugour (05/07/
1679
-29/12/
1719
), demoiselle de 
Goëllo

│
├──> Catherine-Simone d'Avaugour (????-13/01/
1720
), demoiselle de 
Châteaulain

│
├──> Armand-François d'Avaugour (14/10/
1682
-12/01/
1734
), 
comte de Vertus
 et de 
Goëllo
, 
baron d'Avaugour
, seigneur de 
Clisson
, 
qui suit

│
└──> Henri-François d'Avaugour (17/06/
1685
-02/09/
1746
), 
comte de Vertus
 et de 
Goëllo
, 
baron d'Avaugour
, seigneur de 
Clisson
, 
qui suit
```

### Armand-François d'Avaugour
Armand-François d'Avaugour (14/10/1682-12/01/1734), seigneur de Clisson de 1699 à 1734, comte de Vertus et de Goëllo, baron d'Avaugour, fils du précédent, sans postérité.

### Henri-François d'Avaugour
Henri-François d'Avaugour (17/06/1685-02/09/1746), seigneur de Clisson de 1734 à 1746, comte de Vertus et de Goëllo, baron d'Avaugour, frère du précédent.
```
Henri-François d'Avaugour
 (17/06/
1685
-02/09/
1746
), 
comte de Vertus
 et de 
Goëllo
, 
baron d'Avaugour
, 
seigneur de Clisson
, 
frère du précédent

x (
1735
) Madeleine d'Aligre (
1712
-
1738
)
[
33
]

│
├──> 
Sans postérité

│
x (15/08/
1745
) Marie-Madeleine Gabrielle Charette (
1706
-08/01/
1778
 à 
Paris
), dame de 
Montebert
[
34
]
,
[
35
]
,
[
36
]

│
└──> 
Sans postérité
```

## Maison de Rohan

### Branche de Rohan-Guémené, rameau de Rohan-Soubise
| Armes de la maison de Rohan-Soubise | Armes de la maison de Rohan-Soubise : « Coupé d'un trait, parti de trois autres qui font huit quartiers : au 1 : d'azur semé de fleurs de lys d'or à la bande componée d'argent et de gueules (qui est d'Évreux) ; au 2 : de gueules aux chaînes d'or posées en orle, en croix et en sautoir, chargées en cœur d'une émeraude au naturel (qui est de Navarre) ; au 3 : d'or aux trois pals de gueules ; au 4 : d'or, au lion de gueules, au double trescheur fleuronné et contre-fleuronné du même (qui est d'Écosse) ; au 5 : d'hermine (qui est de Bretagne) ; au 6 : d'argent, à une couleuvre ondoyante en pal d'azur, couronnée d'or, engloutissant un enfant de carnation, posé en fasce, les bras étendus (qui est de Visconti) ; au 7 : d'argent à la fasce de gueules et à la bordure d'azur (qui est de San Severino) ; et au 8 : d'or à la bande de gueules chargée de trois alérions d'argent (qui est de Lorraine) ; sur le tout, parti : en 1 : de gueules aux neuf macles d'or posées 3, 3 et 3 (qui est de Rohan), et en 2 : d'hermine (qui est de Bretagne) ». |

À la mort d'Henri-François d'Avaugour en 1746, la seigneurie de Clisson passe à un lointain cousin : Charles de Rohan-Soubise (16/07/1715-01/07/1787). Ce dernier est l'arrière-arrière-arrière-petit-fils de Claude Ier d'Avaugour, par sa fille Marie d'Avaugour (1612-28/04/1657) qui a épousé en 1628 Hercule de Rohan-Guémené (27/10/1568-16/10/1654), prince de Guémené, duc de Montbazon, comte de Rochefort-en-Yvelines et pair de France (voir plus haut).

#### Charles de Rohan-Soubise

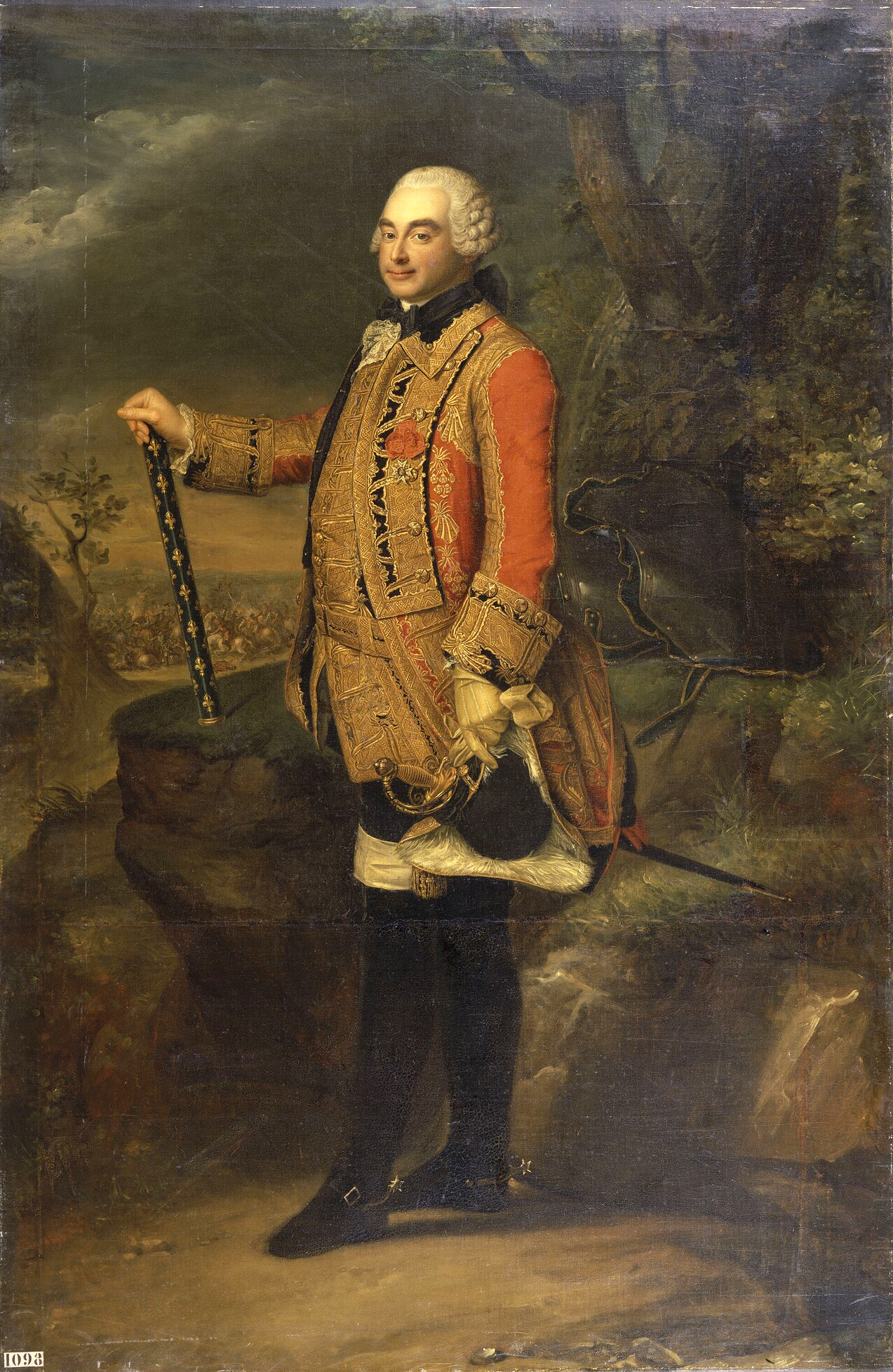
Charles de Rohan-Soubise. (1715-1787)

Charles de Rohan-Soubise (16/07/1715-01/07/1787), seigneur de Clisson de 1746 à 1787, duc de Rohan-Rohan, prince de Soubise, comte de Goëllo, maréchal de France en 1758, seigneur de Roberval, ministre de Louis XV et Louis XVI, cousin éloigné du précédent, arrière-arrière-arrière-petit-fils de Claude Ier d'Avaugour.
```
Charles de Rohan-Soubise
 (16/07/
1715
-01/07/
1787
), 
duc de Rohan
, prince de 
Soubise
, 
comte de Goëllo
, 
maréchal de France
 en 
1758
, 
seigneur de Clisson
 et de 
Roberval
, ministre de 
Louis 
XV
 et 
Louis 
XVI
, 
cousin éloigné du précédent, arrière-arrière-arrière-petit-fils de 
Claude 
I
er
 d'Avaugour

x (28/12/
1734
) Anne Marie Louise de La Tour d'Auvergne (
1722
-
1739
)
[
37
]

│
├──> Charlotte Godefride de 
Rohan
-
Soubise
 (
1737
-04/03/
1760
)
│    x (03/05/
1753
) 
Louis 
V
 Joseph de Bourbon-Condé
 « le Duc » (09/08/
1736
-13/05/
1818
), 
prince de Condé
[
38
]

│
├──> 
inconnu
 de 
Rohan
-
Soubise
 dit « 
le Comte de Saint-Pôl
 » (
1739
-
1742
), 
comte de Saint-Pôl

│
x (
1741
) 
Anne-Thérèse de Savoie-Carignan
 (
1717
-04/03/
1745
)
[
39
]

│
├──> 
Victoire Armande Josèphe de Rohan
-
Soubise
 (28/12/
1743
-20/09/
1807
 à 
Paris
), princesse de 
Maubuisson
, dame de 
Clisson
, 
qui suit

│
├──> Eugène de 
Rohan
-
Soubise
 (????-
1785
), comte de Villafranca
│
x (
1745
) Anne Victoria de Hesse-Rheinfels-Rotenbourg (
1728
-
1792
)
[
40
]
```

#### Victoire de Rohan-Soubise
Victoire Armande Josèphe de Rohan-Soubise (28/12/1743-20/09/1807 à Paris), dame de Clisson de 1787 à 1807, princesse de Maubuisson, dame de Clisson, fille du précédent.
```
Victoire Armande de 
Rohan
-
Soubise
 (28/12/
1743
-20/09/
1807
 à 
Paris
), princesse de 
Maubuisson
, dame de 
Clisson
, 
fille du précédent

x (15/01/
1761
[
41
]
) 
Henri Louis Marie de Rohan-Guémené
 (30/08/
1745
 à 
Paris
 - 24/04/
1809
 à 
Prague
), prince de 
Rohan
-Guémené, 
duc de Montbazon
, dernier seigneur de 
Clisson
 (du chef de sa femme), 
qui suit
```

### Branche de Rohan-Guémené
| maison de Rohan-Guémené | Armes de la maison de Rohan-Guémené : « Écartelé : en 1 et 4 : de gueules aux chaînes d'or posées en orle, en croix et en sautoir, chargées en cœur d'une émeraude au naturel (qui est de Navarre) ; en 2 et 3 : d'azur semé de fleurs de lys d'or à la bande componée d'argent et de gueules (qui est d'Évreux) ; sur le tout : parti : en 1 : de gueules aux neuf macles d'or posées 3, 3 et 3 (qui est de Rohan), et en 2 : d'hermine (qui est de Bretagne) ». |

À la mort de Victoire Armande de Rohan-Soubise en 1807, la seigneurie de Clisson est reprise par son mari, Henri Louis Marie de Rohan-Guémené (30/08/1745-24/04/1809). Ce dernier est aussi son cousin éloigné, puisqu'il est comme elle l'arrière-arrière-arrière-arrière-petit-fils de Claude Ier d'Avaugour, par sa fille Marie d'Avaugour (1612-28/04/1657) qui a épousé en 1628 Hercule de Rohan-Guémené (27/10/1568-16/10/1654), prince de Guémené, duc de Montbazon, comte de Rochefort-en-Yvelines et pair de France (voir plus haut).

#### Henri Louis Marie de Rohan-Guémené
Henri Louis Marie de Rohan-Guémené (30/08/1745 à Paris - 24/04/1809 à Prague), seigneur de Clisson de 1807 à 1809 (du chef de sa femme), prince de Rohan-Guémené, duc de Montbazon, mari et cousin éloigné de la précédente, arrière-arrière-arrière-arrière-petit-fils de Claude Ier d'Avaugour.
Il est le dernier seigneur de Clisson.
```
Henri Louis Marie de Rohan-Guémené
 (30/08/
1745
 à 
Paris
 - 24/04/
1809
 à 
Prague
), prince de 
Rohan
-Guémené, 
duc de Montbazon
, dernier seigneur de 
Clisson
 (du chef de sa femme), 
mari et cousin éloigné de la précédente, arrière-arrière-arrière-arrière-petit-fils de 
Claude 
I
er
 d'Avaugour

x (15/01/
1761
) Victoire Armande de 
Rohan
-
Soubise
 (28/12/
1743
-20/09/
1807
 à 
Paris
), princesse de 
Maubuisson
, dame de 
Clisson
, 
qui précède

│
├──> Charlotte Victoire de 
Rohan
-Guémené (
1761
-
1771
)
│
├──> Charles Alain Gabriel de 
Rohan
-Guémené (18/01/
1764
 à 
Versailles
 - 24/04/
1836
), 
duc de Montbazon

│    x (
1781
) Louise Aglaë de Conflans-d'Armentières (
1763
-
1819
)
│    │
│    └──> Berthe de 
Rohan
-Guémené (
1782
-
1841
)
│         x (
1800
) Louis Victor Mériadec de 
Rohan
-Guémené (
1766
 à 
Paris
 - 
1846
), duc de Bouillon (
Voir plus bas
)
│
├──> Marie-Louise de 
Rohan
-Guémené (
1765
 à 
Paris
-
1839
)
│    x (
1780
) Charles Louis Gaspard de 
Rohan
-Rochefort (
1765
-
1843
), prince de Montauban
[
42
]

│
├──> Louis Victor Mériadec de 
Rohan
-Guémené (
1766
 à 
Paris
 - 
1846
), duc de Bouillon
│    x (
1800
) Berthe de 
Rohan
-Guémené (
1782
-
1841
) (
Voir plus haut
)
│
└──> Jules Armand de 
Rohan
-Guémené (
1768
 à 
Versailles
 - 
1836
)
     x (
1800
) Wilhelmine Biron de Kurland (
1781
-
1839
)
```

## Généalogie des seigneurs de Clisson
Les deux arbres ci-après récapitulent la généalogie des seigneurs de Clisson.
```
Baudri de 
Clisson
 (????-
1080
), seigneur de 
Clisson

x ?
│
└──> 
Gaudin 
I
er
 de 
Clisson
 (????-
1112
), seigneur de 
Clisson

     x ?
     │
     └──> 
Giraud de 
Clisson
 (???? – après 
1132
), seigneur de 
Clisson

          x ?
          │
          ├──> 
Aimery de 
Clisson
 (???? – après 
1216
), seigneur de 
Clisson
 et de 
Vue

          │    x ?
          │    │
          │    ├──> Aimery de 
Clisson
 (???? – après 
1216
)
          │    │
          │    └──> Guillaume de 
Clisson
 « le Vieux » (vers 
1180
-
1213
), seigneur de 
La Bénate

          │         x Flavie de 
La Bénate
 (????-
1212
), dame de 
La Bénate

          │         │
          │         ├──> Pétronille de 
Clisson
 (???? – après 
1238
), dame de 
La Bénate

          │         │    x (vers 
1212
) Guillaume Acairies
          │         │    x Olivier de Coché (???? – après 
1238
), seigneur de Coché, de 
Port-Saint-Père
 et de 
La Bénate

          │         │
          │         ├──> Garsire de 
Clisson
 (???? – avant 
1213
)
          │         │
          │         ├──> Marion de 
Clisson

          │         │
          │         └──> Aimery de 
Clisson
 (???? – avant 
1213
), seigneur de 
La Bénate

          │
          └──> 
Gaudin 
II
 de 
Clisson
, seigneur de 
Clisson

               x Eustachie de 
Chéméré

               │
               └──> 
Gaudin 
III
 de 
Clisson
 (????-
1204
), seigneur de 
Clisson

                    x ?
                    │
                    └──> 
Guillaume de Clisson
 « le Jeune » (vers 
1175
 – avant 
1225
), seigneur de 
Clisson

                         x Constance du Pont dite « Constance de 
Pontchâteau
 » (vers 
1190
-
1244
)
                         │
                         └──> 
Olivier 
I
er
 de Clisson
 « le Vieil » (vers 
1205
-
1262
), seigneur de 
Clisson
 et de 
Blain

                              x Plaisou de 
La Roche-Derrien
 (vers 
1202
 – après 
1269
), dame de 
La Roche-Derrien

                              │
                              ├──> Jeanne de 
Clisson
 (vers 1225-1269)
                              │    x Geoffroy de 
Beaumanoir
 (???? – après 
1245
)
                              │    x Bertrand 
Gouyon
 (???? – après 
1337
)
                              │
                              └──> 
Olivier 
II
 de Clisson
 « le Jeune » (vers 
1236
 – vers 
1307
), seigneur de 
Clisson
 et de 
Blain
, co-seigneur de 
Pontchâteau

                                   x Jeanne Marie Bertrand de 
Bricquebec
, dame du 
Thuit

                                   │
                                   └──> 
Olivier 
III
 de Clisson
 (vers 
1264
-02/08/
1343
), seigneur de 
Clisson
, de 
Blain
 et du 
Thuit
, baron de 
Pontchâteau

                                        x (
1299
) Isabeau de 
Craon
 (
1278
-30/07/
1350
)
                                        │
                                        ├──> 
Olivier 
IV
 de Clisson
 (vers 
1300
 - décapité le 09/08/
1343
 à 
Paris
), seigneur de 
Clisson
 et de 
Blain
, baron de 
Pontchâteau

                                        │    x (
1320
) 
Blanche de Bouville

                                        │    │
                                        │    ├──> Jean de 
Clisson
 (avant 
1328
-????)
                                        │    │    │
                                        │    │    └──> 
Sans postérité

                                        │    │
                                        │    x (
1328
) 
Jeanne de Belleville
 (vers 
1300
-
1359
), dite « la Lionne de 
Clisson
 », « la Lionne Sanglante », « la Tigresse Bretonne », dame de 
Belleville
, de 
Palluau
 et de 
Montaigu

                                        │    │
                                        │    ├──> Maurice de 
Clisson

                                        │    │
                                        │    ├──> Guillaume de 
Clisson

                                        │    │
                                        │    ├──> 
Olivier 
V
 de Clisson
 (23/04/
1336
 au 
château de Clisson
 - 22/04/
1407
 au château de 
Josselin
), dit « le 
Connétable
 », « le Boucher », « l'Éborgné d'
Auray
 », seigneur de 
Clisson
 et de 
Blain
, baron de 
Pontchâteau
, 
vicomte de Porhoët
 (par 
apanage
 reçu du roi de 
France
), seigneur de 
Josselin
, de 
Belleville
, de 
Montaigu
, de 
La Garnache
, d'Yerrick et de 
Beauvoir
, 
connétable de France
 (
1380
)

                                        │    │    x (12/02/
1361
) 
Catherine de Montmorency-Laval
, dame de 
Villemomble

                                        │    │    │
                                        │    │    ├──> 
Marguerite de Clisson
 « l'Intrépide » (
1366
-
1441
), dite « Margot », dame de 
Clisson
, 
Châteauceaux
, 
Montfaucon
 et 
Palluau

                                        │    │    │    x (20/01/
1387
 à 
Clisson
) 
Jean 
I
er
 de Châtillon
 (????-
1403
), 
comte de Penthièvre

                                        │    │    │    │
                                        │    │    │    └──> Olivier de Châtillon (????-
1434
), 
comte de Penthièvre

                                        │    │    │         x Jeanne de Lalaing (????-
1467
)
                                        │    │    │
                                        │    │    ├──> Béatrix de 
Clisson
 (????-
1448
), 
vicomtesse de Porhoët
, 
dame de Blain
, baronne de 
Pontchâteau

                                        │    │    │    x (
1407
) 
Alain 
VIII
 de Rohan
 (????-
1429
), 
vicomte de Rohan
, 
vicomte de Porhoët
 et 
seigneur de Blain
 (du chef de sa femme), seigneur de 
Noyon-sur-Andelle
, de 
Pont-Saint-Pierre
 et de 
Radepont

                                        │    │    │
                                        │    │    x (vers 
1378
) Marguerite de 
Rohan

                                        │    │
                                        │    ├──> Isabeau de 
Clisson
 (????-05/04/
1343
)
                                        │    │    x 
Jean 
I
er
 de 
Maison de Rieux
 (
1304
-07/08/
1357
), 
seigneur de Rieux

                                        │    │
                                        │    └──> Jeanne de 
Clisson
, dame de 
Belleville

                                        │         x 
Jean 
I
er
 Harpedane, seigneur de 
Montendre
 et de 
Belleville
, 
général
 de l'armée anglaise en 
Guyenne
, 
connétable
 d'
Angleterre
, 
chambellan
 du roi 
Charles 
VI

                                        │
                                        ├──> 
Amaury 
I
er
 de 
Clisson
 (????-20/06/
1347
 à la 
bataille de La Roche-Derrien
), seigneur de La Blandinaye
                                        │    x Isabeau de Remefort, dame de Remefort et de 
Mortiercrolles

                                        │    │
                                        │    ├──> 
Amaury 
II
 de 
Clisson
, seigneur de Remefort
                                        │    │
                                        │    └──> Isabeau de 
Clisson

                                        │         x (
1351
) Renaud d'
Ancenis
, seigneur de Soubs
                                        │
                                        ├──> Gauthier de 
Clisson
 (????-
1342
), 
gouverneur
 de 
Brest

                                        │
                                        └──> Mahaut de 
Clisson

                                                  x Guy de Bauçay, seigneur de Chenecé
                                                  x 
Savary 
III
 de 
Vivonne
, seigneur de Thors
```

```
Richard de Montfort
 dit « 
Richard d'Étampes
 » (
1395
-02/06/
1438
 à 
Clisson
), 
comte d'Étampes
, de 
Vertus
, de 
Benon
 et de 
Mantes
, seigneur de 
Clisson
, de 
Palluau
, des 
Essarts
 et de 
Houdan
, 
pair de France

x (
1423
) Marguerite de Valois-Orléans (
1406
-
1466
), 
comtesse de Vertus

│
├──> Marie de 
Montfort
 (
1424
-
1477
)
│
├──> Isabelle de 
Montfort
 (
1426
-
1438
)
│
├──> Catherine de 
Montfort
 (
1428
-
1476
)
│    x (
1438
) Guillaume d'Orange (????-27/10/
1475
)
│    │
│    └──> 
Jean 
II
 d'Orange (????-25/04/
1502
), prince d'Orange
│         x (21/10/
1467
) Jeanne de Bourbon (
1442
-
1493
)
│
├──> 
François de Montfort
 dit « 
François 
II
 de Bretagne
 » (23/06/
1435
 à 
Clisson
 - 09/09/
1488
 à 
Couëron
), 
duc de Bretagne
, 
comte d'Étampes
, de 
Richemont
, de 
Montfort
 et de 
Vertus
, seigneur de 
Clisson
, 
pair de France

│    x (16/11/
1455
 à 
Vannes
) Marguerite de 
Montfort
 dite « Marguerite de 
Bretagne
 » (
1443
-25/09/
1469
)
│    │
│    ├──> Jean de 
Montfort
 (29/06/
1463
-25/08/
1463
), 
comte de Montfort

│    │
│    x (maîtresse) 
Antoinette de Magnelais
 (
1420
-
1474
)
│    │
│    ├──> 
François de Montfort
 dit « 
François 
I
er
 d'Avaugour
 » (
1462
-
1510
), 
comte de Vertus
 et de 
Goëllo
, 
baron d'Avaugour
, seigneur de 
Clisson

│    │    x (
1492
) Madeleine de Brosse (????-
1512
)
│    │    │
│    │    ├──> 
François 
II
 d'Avaugour (
1493
-
1517
), 
comte de Vertus
 et de 
Goëllo
, 
baron d'Avaugour
, seigneur de 
Clisson

│    │    │    x Madeleine d'Astarac
│    │    │    │
│    │    │    ├──> 
François 
III
 d'Avaugour (????-14/07/
1549
), 
comte de Vertus
 et de 
Goëllo
, 
baron d'Avaugour
, seigneur de 
Clisson

│    │    │    │    x (
1537
) Charlotte de Pisseleu (????-
1604
)
│    │    │    │    │
│    │    │    │    └──> 
Sans postérité

│    │    │    │
│    │    │    ├──> 
Odet d'Avaugour (????-
1598
), 
évêque de Saintes
 de 
1544
 à 
1548
, puis 
comte de Vertus
 et de 
Goëllo
, 
vicomte
 de 
Saint-Nazaire
, 
baron d'Avaugour
 et d'
Ingrandes
, seigneur de 
Clisson
, de 
Châteauceaux
 et de 
Montfaucon
 
│    │    │    │    x Renée de 
Coesmes

│    │    │    │    │
│    │    │    │    ├──> 
Charles d'Avaugour (????-
1608
), 
comte de Vertus
 et de 
Goëllo
, 
vicomte
 de 
Saint-Nazaire
, 
baron d'Avaugour
 et d'
Ingrandes
, seigneur de 
Clisson
, de 
Châteauceaux
 et de 
Montfaucon

│    │    │    │    │    x Philippe de Saint-Amadour, vicomtesse de Guiguen, dame de 
Thouaré
 et de La Touche-
Limouzinière

│    │    │    │    │    │
│    │    │    │    │    ├──> 
Claude 
I
er
 d'Avaugour (
1581
 au château de 
Thouaré
 - 06/08/
1637
 à 
Paris
), 
comte de Vertus
 et de 
Goëllo
, 
vicomte
 de 
Saint-Nazaire
, 
baron d'Avaugour
 et d'
Ingrandes
, seigneur de 
Clisson
, de 
Châteauceaux
 et de 
Montfaucon

│    │    │    │    │    │    x (
1609
) 
Catherine Fouquet de La Varenne
 (
1590
-10/05/
1670
)
│    │    │    │    │    │    │
│    │    │    │    │    │    ├──> 
Louis d'Avaugour (????-02/10/
1669
), 
comte de Vertus
 et de 
Goëllo
, 
vicomte
 de 
Saint-Nazaire
, 
baron d'Avaugour
 et d'
Ingrandes
, seigneur de 
Clisson
, de 
Châteauceaux
 et de 
Montfaucon

│    │    │    │    │    │    │    x (
1642
) Françoise de Daillon (????-juillet 
1644
)
│    │    │    │    │    │    │    │
│    │    │    │    │    │    │    ├──> 
Sans postérité

│    │    │    │    │    │    │    │
│    │    │    │    │    │    │    x (
1647
) Françoise (ou Louise) de Balzac (????-02/
1682
)
│    │    │    │    │    │    │    │
│    │    │    │    │    │    │    └──> 
Sans postérité

│    │    │    │    │    │    │
│    │    │    │    │    │    ├──> 
Marie d'Avaugour
 (
1610
-
28 avril 1657
)
│    │    │    │    │    │    │    x (05/03/
1628
) 
Hercule de Rohan-Guémené
 (
27 octobre 1568
-
16 octobre 1654
), 
prince de Guémené
, 
duc de Montbazon
, comte de 
Rochefort-en-Yvelines
, 
pair de France

│    │    │    │    │    │    │    │
│    │    │    │    │    │    │    ├──> 
François de Rohan-Guémené
 dit « François de 
Rohan
-
Soubise
 » (
1630
-
1712
), 
prince de Soubise

│    │    │    │    │    │    │    │    x Catherine de Lyonne (????-
1660
)
│    │    │    │    │    │    │    │    x (
17 avril 1663
) 
Anne Julie de Rohan-Chabot
 (
1648
-
4 février 1709
)
│    │    │    │    │    │    │    │    │
│    │    │    │    │    │    │    │    ├──> Anne Marguerite de 
Rohan
-
Soubise
 (
1664
-
1721
)
│    │    │    │    │    │    │    │    │
│    │    │    │    │    │    │    │    ├──> Louis de 
Rohan
-
Soubise
 (
1666
-
1689
)
│    │    │    │    │    │    │    │    │
│    │    │    │    │    │    │    │    ├──> Constance de 
Rohan
-
Soubise
 (
1667
-????)
│    │    │    │    │    │    │    │    │    x (
1683
) José Rodrigo de Camara (????-
1724
), comte de Ribeyra-Grande
│    │    │    │    │    │    │    │    │
│    │    │    │    │    │    │    │    ├──> Hercule Mériadec de 
Rohan
-
Soubise
 (
1669
-
1749
)
│    │    │    │    │    │    │    │    │    x (
1694
) Anne Geneviève de Levis-Ventadour (
1673
-
1727
)
│    │    │    │    │    │    │    │    │    │
│    │    │    │    │    │    │    │    │    ├──> Charlotte de 
Rohan
-
Soubise
 (
1696
-
1733
)
│    │    │    │    │    │    │    │    │    │
│    │    │    │    │    │    │    │    │    ├──> Jules François de 
Rohan
-
Soubise
 (
1697
-
1724
)
│    │    │    │    │    │    │    │    │    │    x (
1714
) Anne Julie Adélaïde de 
Melun
 (
1698
-
1724
)
│    │    │    │    │    │    │    │    │    │    │
│    │    │    │    │    │    │    │    │    │    ├──> 
Charles de Rohan-Soubise
 (16/07/
1715
-01/07/
1787
), 
duc de Rohan
, prince de 
Soubise
, 
comte de Goëllo
, 
maréchal de France
 en 
1758
, seigneur de 
Clisson
 et de 
Roberval
, ministre de 
Louis 
XV
 et 
Louis 
XVI

│    │    │    │    │    │    │    │    │    │    │    x (28/12/
1734
) Anne Marie Louise de La Tour d'Auvergne (
1722
-
1739
)
│    │    │    │    │    │    │    │    │    │    │    │
│    │    │    │    │    │    │    │    │    │    │    ├──> Charlotte Godefride de 
Rohan
-
Soubise
 (
1737
-04/03/
1760
)
│    │    │    │    │    │    │    │    │    │    │    │    x (03/05/
1753
) 
Louis 
V
 Joseph de Bourbon-Condé
 « le Duc » (09/08/
1736
-13/05/
1818
), 
prince de Condé

│    │    │    │    │    │    │    │    │    │    │    │
│    │    │    │    │    │    │    │    │    │    │    ├──> 
inconnu
 de 
Rohan
-
Soubise
 dit « 
le Comte de Saint-Pôl
 » (
1739
-
1742
), 
comte de Saint-Pôl

│    │    │    │    │    │    │    │    │    │    │    │
│    │    │    │    │    │    │    │    │    │    │    x (
1741
) Anne Thérèse de Savoie-Carignan (
1717
-04/03/
1745
)
│    │    │    │    │    │    │    │    │    │    │    │
│    │    │    │    │    │    │    │    │    │    │    ├──> 
Victoire Armande de 
Rohan
-
Soubise
 (28/12/
1743
-20/09/
1807
 à 
Paris
), princesse de 
Maubuisson
, dame de 
Clisson

│    │    │    │    │    │    │    │    │    │    │    │    x (15/01/
1761
) 
Henri Louis Marie de Rohan-Guémené
 (30/08/
1745
 à 
Paris
 - 24/04/
1809
 à 
Prague
), prince de 
Rohan
-Guémené, 
duc de Montbazon
, dernier seigneur de 
Clisson
 (du chef de sa femme) (
Voir plus bas
)
│    │    │    │    │    │    │    │    │    │    │    │    │
│    │    │    │    │    │    │    │    │    │    │    │    ├──> Charlotte Victoire de 
Rohan
-Guémené (
1761
-
1771
)
│    │    │    │    │    │    │    │    │    │    │    │    │
│    │    │    │    │    │    │    │    │    │    │    │    ├──> Charles Alain Gabriel de 
Rohan
-Guémené (18/01/
1764
 à 
Versailles
 - 24/04/
1836
), 
duc de Montbazon

│    │    │    │    │    │    │    │    │    │    │    │    │    x (
1781
) Louise Aglaë de Conflans-d'Armentières (
1763
-
1819
)
│    │    │    │    │    │    │    │    │    │    │    │    │    │
│    │    │    │    │    │    │    │    │    │    │    │    │    └──> Berthe de 
Rohan
-Guémené (
1782
-
1841
)
│    │    │    │    │    │    │    │    │    │    │    │    │         x (
1800
) Louis Victor Mériadec de 
Rohan
-Guémené (
1766
 à 
Paris
 - 
1846
), duc de Bouillon (
Voir plus bas
)
│    │    │    │    │    │    │    │    │    │    │    │    │
│    │    │    │    │    │    │    │    │    │    │    │    ├──> Marie-Louise de 
Rohan
-Guémené (
1765
 à 
Paris
-
1839
)
│    │    │    │    │    │    │    │    │    │    │    │    │    x (
1780
) Charles Louis Gaspard de 
Rohan
-Rochefort (
1765
-
1843
), prince de Montauban
│    │    │    │    │    │    │    │    │    │    │    │    │
│    │    │    │    │    │    │    │    │    │    │    │    ├──> Louis Victor Mériadec de 
Rohan
-Guémené (
1766
 à 
Paris
 - 
1846
), duc de Bouillon
│    │    │    │    │    │    │    │    │    │    │    │    │    x (
1800
) Berthe de 
Rohan
-Guémené (
1782
-
1841
) (
Voir plus haut
)
│    │    │    │    │    │    │    │    │    │    │    │    │
│    │    │    │    │    │    │    │    │    │    │    │    └──> Jules Armand de 
Rohan
-Guémené (
1768
 à 
Versailles
 - 
1836
)
│    │    │    │    │    │    │    │    │    │    │    │         x (
1800
) Wilhelmine Biron de Kurland (
1781
-
1839
)
│    │    │    │    │    │    │    │    │    │    │    │
│    │    │    │    │    │    │    │    │    │    │    ├──> Eugène de 
Rohan
-
Soubise
 (????-
1785
), comte de Villafranca
│    │    │    │    │    │    │    │    │    │    │    │
│    │    │    │    │    │    │    │    │    │    │    x (
1745
) Anne Victoria de Hesse-Rheinfels-Rotenbourg (
1728
-
1792
)
│    │    │    │    │    │    │    │    │    │    │
│    │    │    │    │    │    │    │    │    │    ├──> François-Armand de 
Rohan
-
Soubise
 (
1717
-
1756
), évêque de 
Strasbourg
, cardinal, membres de l'Académie Française
│    │    │    │    │    │    │    │    │    │    │
│    │    │    │    │    │    │    │    │    │    ├──> Marie Louise de 
Rohan
-
Soubise
 (
1720
-
1803
)
│    │    │    │    │    │    │    │    │    │    │    x (
1736
) Gaston de Lorraine (
1721
-
1743
)
│    │    │    │    │    │    │    │    │    │    │
│    │    │    │    │    │    │    │    │    │    └──> René de 
Rohan
-
Soubise
 (
1723
-
1743
)
│    │    │    │    │    │    │    │    │    │
│    │    │    │    │    │    │    │    │    ├──> Louise Françoise de 
Rohan
-
Soubise
 (
1699
-
1755
)
│    │    │    │    │    │    │    │    │    │    x (
1717
) Guy de Rethel-Mazarin (????-
1738
), duc de Rethel-Mazarin
│    │    │    │    │    │    │    │    │    │
│    │    │    │    │    │    │    │    │    ├──> Marie Isabelle de 
Rohan
-
Soubise
 (
1699
-
1754
)
│    │    │    │    │    │    │    │    │    │    x (
1713
) Joseph de La Baume (????-
1755
)
│    │    │    │    │    │    │    │    │    │
│    │    │    │    │    │    │    │    │    ├──> Louise Gabrielle de 
Rohan
-
Soubise
 (
1704
-????)
│    │    │    │    │    │    │    │    │    │    x (
1718
) Hercule Mériadec de 
Rohan
-Guémené (
1688
-
1757
)
│    │    │    │    │    │    │    │    │    │    │
│    │    │    │    │    │    │    │    │    │    ├──> Charlotte Louise de 
Rohan
-Guémené (
1722
-
1786
)
│    │    │    │    │    │    │    │    │    │    │    x (
1737
) Vittorio Amedèo Ferrero Fieschi (????-
1777
), prince de Masserano
│    │    │    │    │    │    │    │    │    │    │
│    │    │    │    │    │    │    │    │    │    ├──> Geneviève de 
Rohan
-Guémené (
1724
-
1753
)
│    │    │    │    │    │    │    │    │    │    │
│    │    │    │    │    │    │    │    │    │    ├──> Jules Hercule Mériadec de 
Rohan
-Guémené (
1726
-
1800
)
│    │    │    │    │    │    │    │    │    │    │    x (
1743
) Marie Louise de La Tour d'Auvergne (
1725
-
1793
)
│    │    │    │    │    │    │    │    │    │    │    │
│    │    │    │    │    │    │    │    │    │    │    └──> 
Henri Louis Marie de Rohan-Guémené
 (30/08/
1745
 à 
Paris
 - 24/04/
1809
 à 
Prague
), prince de 
Rohan
-Guémené, 
duc de Montbazon
, dernier seigneur de 
Clisson
 (du chef de sa femme)

│    │    │    │    │    │    │    │    │    │    │         x (15/01/
1761
) Victoire Armande de 
Rohan
-
Soubise
 (28/12/
1743
-20/09/
1807
 à 
Paris
), princesse de 
Maubuisson
, dame de 
Clisson
 (
Voir plus haut
)
│    │    │    │    │    │    │    │    │    │    │         │
│    │    │    │    │    │    │    │    │    │    │         └──> 
Voir plus haut

│    │    │    │    │    │    │    │    │    │    │
│    │    │    │    │    │    │    │    │    │    ├──> Marie Louise de 
Rohan
-Guémené (
1728
-
1737
)
│    │    │    │    │    │    │    │    │    │    │
│    │    │    │    │    │    │    │    │    │    ├──> Louis Armand de 
Rohan
-Guémené (
1731
-
1794
)
│    │    │    │    │    │    │    │    │    │    │    x (
1771
) Louise Rosalie Le Tonnelier de Breteuil (????-
1792
)
│    │    │    │    │    │    │    │    │    │    │
│    │    │    │    │    │    │    │    │    │    ├──> Louis-RenéÉdouard de 
Rohan
-Guémené (
1734
 à 
Paris
 - février 
1803
), prince de 
Rohan
, cardinal-archevêque de 
Strasbourg
, membre de l'Académie Française, grand aumônier du roi et proviseur de la Sorbonne
│    │    │    │    │    │    │    │    │    │    │
│    │    │    │    │    │    │    │    │    │    └──> Ferdinand Maximilien Mériadec de 
Rohan
-Guémené (
1738
-
1813
), prince de 
Rohan
-Guéméné, archevêque de 
Bordeaux
, prince-archevêque de 
Cambrai
 et de 
Liège
, premier aumônier de l'impératrice 
Joséphine de Beauharnais

│    │    │    │    │    │    │    │    │    │
│    │    │    │    │    │    │    │    │    x (
1732
) Marie Sophie de Courcillon (
1713
-
1756
)
│    │    │    │    │    │    │    │    │
│    │    │    │    │    │    │    │    ├──> Alexandre Mériadec de 
Rohan
-
Soubise
 (
1670
-
1687
)
│    │    │    │    │    │    │    │    │
│    │    │    │    │    │    │    │    ├──> Henri de 
Rohan
-
Soubise
 (
1672
-
1693
)
│    │    │    │    │    │    │    │    │
│    │    │    │    │    │    │    │    ├──> Armand-Gaston Maximilien de 
Rohan
-
Soubise
 (
1674
 à 
Paris
 - 
1749
 à 
Paris
), prince de 
Rohan
, cardinal de 
Rohan
-
Soubise
, évêque de 
Strasbourg
, membre de l'Académie Française
│    │    │    │    │    │    │    │    │
│    │    │    │    │    │    │    │    ├──>Émilie de 
Rohan
-
Soubise
 (
1678
-????)
│    │    │    │    │    │    │    │    │    x (
1694
) Alfonso Francisco de Vasconcelos (????-
1732
), comte de Calhete
│    │    │    │    │    │    │    │    │
│    │    │    │    │    │    │    │    ├──>Éléonore de 
Rohan
-
Soubise
 (
1679
-
1753
)
│    │    │    │    │    │    │    │    │
│    │    │    │    │    │    │    │    └──> Maximilien de 
Rohan
-
Soubise
 (
1680
-
1706
)
│    │    │    │    │    │    │    │
│    │    │    │    │    │    │    ├──> Anne de 
Rohan
-Guémené (
1640
-
1684
)
│    │    │    │    │    │    │    │    x (
1661
) Louis Charles d'Albert (????-
1690
), duc de Luynes
│    │    │    │    │    │    │    │
│    │    │    │    │    │    │    └──> Marie Éléonore de 
Rohan
-Guémené (????-
1681
)
│    │    │    │    │    │    │
│    │    │    │    │    │    ├──> 
inconnue
 d'Avaugour
│    │    │    │    │    │    │
│    │    │    │    │    │    ├──> Catherine-Françoise d'Avaugour (
1617
-21/11/
1692
), demoiselle de 
Vertus
, religieuse
│    │    │    │    │    │    │
│    │    │    │    │    │    ├──> Constance d'Avaugour (
1617
-19/12/
1695
), demoiselle de 
Clisson
, religieuse
│    │    │    │    │    │    │
│    │    │    │    │    │    ├──> Françoise-Philippe d'Avaugour, 
abbesse
 de Nidoiseau
│    │    │    │    │    │    │
│    │    │    │    │    │    ├──> Marguerite-Angélique d'Avaugour (
1622
-août 
1694
), demoiselle de 
Châteauceaux

│    │    │    │    │    │    │
│    │    │    │    │    │    ├──> Madeleine d'Avaugour, religieuse
│    │    │    │    │    │    │
│    │    │    │    │    │    ├──> Anne d'Avaugour (????-10/02/
1707
), demoiselle de 
Goëllo

│    │    │    │    │    │    │
│    │    │    │    │    │    ├──> Marie-Claire d'Avaugour (
1628
-31/03/
1711
), 
abbesse
 de 
Malnoue
 de 
1681
 à 
1711

│    │    │    │    │    │    │
│    │    │    │    │    │    ├──> 
Claude 
II
 d'Avaugour (
1629
-07/03/
1699
), 
comte de Vertus
 et de 
Goëllo
, 
vicomte
 de 
Saint-Nazaire
, 
baron d'Avaugour
 et d'
Ingrandes
, seigneur de 
Clisson
, de 
Châteauceaux
 et de 
Montfaucon

│    │    │    │    │    │    │    x (13/04/
1673
) Anne (ou Judith) Le Lièvre (????-22/12/
1690
)
│    │    │    │    │    │    │    │
│    │    │    │    │    │    │    ├──> 
inconnue
 d'Avaugour (06/06/
1674
-
1674
)
│    │    │    │    │    │    │    │
│    │    │    │    │    │    │    ├──> Anne-Agathe d'Avaugour (05/04/
1676
-12/01/
1720
), demoiselle d'Avaugour
│    │    │    │    │    │    │    │
│    │    │    │    │    │    │    ├──> Marie-Claire d'Avaugour
│    │    │    │    │    │    │    │    x (09/08/
1694
) Gonzalez Carvailio Patalin
│    │    │    │    │    │    │    │    x (17/11/
1704
) 
Charles Roger
 (
1671
-
1730
), 
prince de Courtenay
, seigneur de Chevillon 
│    │    │    │    │    │    │    │
│    │    │    │    │    │    │    ├──> Angélique d'Avaugour (05/07/
1679
-29/12/
1719
), demoiselle de 
Goëllo

│    │    │    │    │    │    │    │
│    │    │    │    │    │    │    ├──> Catherine-Simone d'Avaugour (????-13/01/
1720
), demoiselle de 
Châteaulain

│    │    │    │    │    │    │    │
│    │    │    │    │    │    │    ├──> 
Armand-François d'Avaugour (14/10/
1682
-12/01/
1734
), 
comte de Vertus
 et de 
Goëllo
, 
baron d'Avaugour
, seigneur de 
Clisson

│    │    │    │    │    │    │    │    │
│    │    │    │    │    │    │    │    └──> 
Sans postérité

│    │    │    │    │    │    │    │
│    │    │    │    │    │    │    └──> 
Henri-François d'Avaugour (17/06/
1685
-02/09/
1746
), 
comte de Vertus
 et de 
Goëllo
, 
baron d'Avaugour
, seigneur de 
Clisson

│    │    │    │    │    │    │         x (
1735
) Madeleine d'Aligre (
1712
-
1738
)
│    │    │    │    │    │    │         │
│    │    │    │    │    │    │         ├──> 
Sans postérité

│    │    │    │    │    │    │         │
│    │    │    │    │    │    │         x (15/08/
1745
) Marie-Madeleine Gabrielle Charette de 
Montebert
 (
1706
-08/01/
1778
 à 
Paris
), dame de 
Montebert

│    │    │    │    │    │    │         │
│    │    │    │    │    │    │         └──> 
Sans postérité

│    │    │    │    │    │    │
│    │    │    │    │    │    └──> 
inconnu
 d'Avaugour
│    │    │    │    │    │
│    │    │    │    │    └──> Antoinette d'Avaugour (????-
1681
), vicomtesse de Guiguen
│    │    │    │    │         x 
Pierre de Rohan-Guémené
(
1567
-
1622
), 
duc de Montbazon
, baron de 
Mortiercrolles

│    │    │    │    │         x (
1624
) 
René du Bellay
 (????-26/11/
1627
), prince d'
Yvetot

│    │    │    │    │         x Pierre d'Escoubleau, marquis de Sourdis
│    │    │    │    │
│    │    │    │    ├──> François d'Avaugour (???? - tué en 
1587
 à 
Coutras
), 
comte de Goëllo

│    │    │    │    │
│    │    │    │    ├──> Renée d'Avaugour
│    │    │    │    │    x (juin 
1577
) François Le Roy, seigneur de 
Chavigny

│    │    │    │    │
│    │    │    │    └──> Françoise (ou Marguerite) d'Avaugour
│    │    │    │         x 
Gabriel 
I
er
 de Goulaine (????-janvier 
1608
), seigneur de Goulaine
│    │    │    │
│    │    │    ├──> François d'Avaugour, abbé de Cadossin
│    │    │    │
│    │    │    ├──> Louise d'Avaugour
│    │    │    │    x (10/05/
1542
) 
Guy 
I
er
 de 
Castelnau
 (????-
1544
), baron de 
Castelnau

│    │    │    │
│    │    │    └──> Madeleine d'Avaugour
│    │    │         x Paul de 
Lescun
 (????-
1562
), baron de 
Lescun
, seigneur d'
Andoins

│    │    │
│    │    ├──> 
inconnu
 d'Avaugour
│    │    │
│    │    └──> Anne d'Avaugour
│    │
│    ├──> Antoine de 
Montfort
 (
1463
-????), seigneur de Châteaufremont et de 
Hédé

│    │
│    ├──> Françoise de 
Montfort

│    │
│    x (27/06/
1472
 à la chapelle du 
château de Clisson
) 
Marguerite de Foix
 (
1449
-15/05/
1486
), dite « 
Marguerite de Navarre
 » « sein de lait »
│    │
│    ├──> 
Anne de Montfort
 dite « 
Anne de Bretagne
 » (25/01/
1477
 à 
Nantes
 - 09/01/
1514
 à 
Blois
), 
duchesse de Bretagne
, 
comtesse de Montfort
 et d'Etampes, reine des Romains, archiduchesse d'
Autriche
, reine de Sicile et de Jérusalem, duchesse de 
Milan

│    │    x (19/12/
1490
) 
Maximilien de Habsbourg
 dit « 
Maximilien 
I
er
 d'Autriche
 » (
1459
-12/01/
1519
), empereur germanique, empereur d'
Autriche

│    │    x (06/12/
1491
) 
Charles de Valois
 dit « 
Charles 
VIII
 (roi de France)
 » (30/06/
1470
 à 
Amboise
 - 07/04/
1498
 à 
Amboise
), roi de 
France

│    │    x (08/01/
1499
) 
Louis de Valois-Orléans
 dit « 
Louis 
XII
 de France
 » (27/06/
1462
 à 
Blois
 - 01/01/
1515
 à 
Paris
), roi de 
France

│    │
│    └──> Isabeau de 
Montfort
 (
1478
-
1490
)
│
└──> Madeleine de 
Montfort
 (????-
1462
)
```

## Compléments

### Histoire et généralités
- Clisson

### Données généalogiques
- Maison de Clisson
- Maison de Dreux de Bretagne
- Maison d'Avaugour
- Maison de Rohan

### Généralités
- Armoiries de Clisson sur francegenweb.org.
- Généalogie des Avaugour sur genealogy.euweb.cz.